# Општина Радуканени (Јаши)
Радуканени (рум. Răducăneni) општина је у Румунији у округу Јаши.
Oпштина се налази на надморској висини од 89 m.